# Cistovníkovec novozélandský
Cistovníkovec novozélandský (Poodytes punctatus, maorsky mātātā) je malý až středně velký pěvec z čeledi cvrčilkovití (Locustellidae), který se endemitně vyskytuje pouze na Novém Zélandu a některých jeho přilehlých ostrovech jako jsou Snares a Whenua Hou. Tento malý pták velikosti špačka obývá hustou nízkou vegetaci do výše 2 m. Vyhovují mu podmáčené oblasti jako jsou mokřady, bažiny a okolí řečišť, avšak vyskytuje se i v suchých částech novozélandského souostroví. Opeření cistovníkovce je na svrchní části těla převážně hnědé, spodní partie jsou bledě bílé. Jak horní, tak spodní části těla jsou tmavě hnědě kropenaté. Ocas je nápadně dlouhý. Délka těla je kolem 18 cm, váha ptáka se pohybuje kolem 35 g.
Jedná se o špatného letce, který jen výjimečně podniká lety delší než 100 m. Žije usedavým způsobem života, čas tráví v husté vegetaci (rákosí, kapradiny, lenovníky, rozmanité druhy místních trav), kde popolétává mezi stébly trávy a shání potravu. Tu tvoří drobní bezobratlí živočichové jako jsou housenky, pavouci, mouchy, brouci a noční motýli. Tvoří monogamní páry, které spolu často zahnizďují rok co rok na tomtéž teritoriu. K zahnízdění dochází od konce zimy do léta v závislosti na oblasti. Staví si hnízdo miskovitého tvaru o průměru a hloubce kolem 7 cm, typicky v trávě, kapradinách nebo v nižších patrech křovinné vegetace. Samice klade nejčastěji kolem 2–3 narůžovělých vajec. Inkubují oba partneři po dobu kolem 2 týdnů, výchovu mláďat taktéž obstarávají oba partneři. Žije skrytě a ve volné přírodě lze cistovníkovce častěji slyšet než vidět.

## Systematika
Druh byl poprvé popsán francouzskými přírodovědci Jeanem Quoyem & Josephem Gaimardem v roce 1832. Rozeznává se 5 poddruhů cistovníkovce novozélandského. Každý poddruh je rozšířen na jiném novozélandském ostrově:
- P. p. vealeae (Kemp, R, 1912) – Severní ostrov
- P. p. punctatus (Quoy & Gaimard, 1832) – Jižní ostrov
- P. p. stewartianus (Oliver, 1930) – Stewartův ostrov
- P. p. wilsoni (Stead, 1936) – Whenua Hou
- P. p. caudatus (Buller, 1894) – Snares

Poddruhy se mírně liší ve velikosti, zbarvení opeření i etologii. Cistovníkovec chathamský (Poodytes rufescens) byl někdy považován za poddruh cistovníka novozélandského, nicméně moderní systematika jej považuje za samostatný druh.
Maorské jméno druhu je mātātā.

## Popis

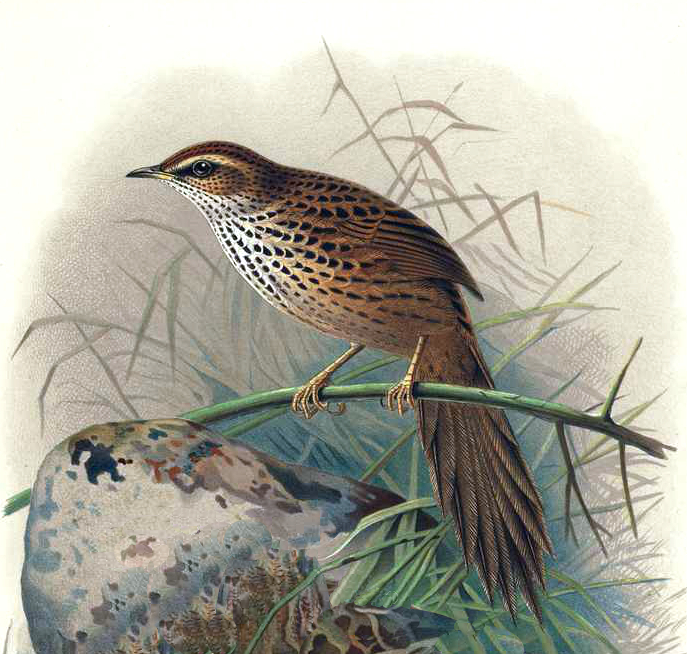
Malba cistovníkovce novozélandského (John Gerrard Keulemans, 1888)

Jedná se o hnědého nevelkého ptáka s délkou těla kolem 18 cm a váhou cirka 35 g. Opeření na svrchní části těla je převážně hnědé, spodní strana je bledě bílá. Jak horní, tak spodní části těla jsou tmavě hnědě kropenaté. Čelo a korunka jsou kaštanově hnědé, oboří je bělavé. Ocas je velmi dlouhý; rýdovací pera jsou hnědá se zlatavě hnědými okraji. Zobák a nohy jsou šedo-hnědé.
Ve volné přírodě jej lze zaměnit snad jen za introdukovanou pěvušku modrou, která je menší, má tmavší spodní část těla a jen krátký ocas.

## Biologie

### Stanoviště
Typické stanoviště druhu tvoří hustá nízká vegetace do výše 2 metrů jako je rákosí, kapradiny, lenovníky (Phormium) a různé typy křovin. Vyhledává podmáčené oblasti jako jsou mokřady, bažiny, laguny a široká řečiště. Takové prostředí se na Západním pobřeží Jižního ostrova označuje jako pākihi. Vedle podmáčených a mokřejších oblastí se občas vyskytuje i v suchých částech Nového Zélandu. Obývá biotopy do nadmořské výšky 1000 m n. m.

### Chování
Cistovníkovec se typicky pohybuje pomocí krátkých třepotavých letů, které jen výjimečně přesahují 100 m. Během letu směřuje jeho ocas dolů. V husté vegetaci se pohybuje pomocí krátkého rychlého pohopsávání, až někdy připomíná spíše myš než ptáka. Žije skrytým způsobem života a ve volné přírodě jej lze spíše slyšet než vidět. Žije usedavě, většinou zůstává v okolí svého teritoria po celý rok. Nejdelší zaznamenané pohyby juvenilních cistovníkovců při disperzi byly několik desítek kilometrů. Projevuje se krátkým a rázným čip. Partneři často vydávají úderné zdvojené ú-tik.
Pach cistovníkovců novozélandských silně připomíná pach hrabavých ptáků, čemuž nemohou odolat psi (jak už lovečtí tak psi trénovaní pro potřeby ochranářů, např. k nalezení kiviů).

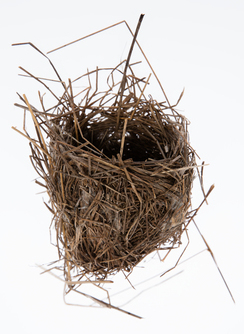
Hnízdo cistovníkovců

### Rozmnožování
Utváří monogamní páry, které spolu často zůstávají celý život. Pár si utváří teritoria, na kterých zahnizďuje rok co rok. Na stavbě hnízda se podílí oba partneři. Hnízdo miskovitého tvaru je utkáno z místních materiálů, ať už to jsou trávy, rákosí nebo místní endemické druhy (např. na ostrovech Snares jsou hnízda stavěna takřka výhradně z lipnicovitých trav druhu Poa astonii). Hnízdo může být postaveno v husté trávě (drny, kapradí) nebo v nízké vegetaci do cca 2 metrů nad zemí. V případě podmáčeného podloží cistovníkovci mohou postavit nejdříve jakousi prstencovitou základovou desku z větviček, na kterou postaví samotné miskovité hnízdo, čímž zůstane v suchu. Hnízdo má průměr i hloubku kolem 7 cm, jeho stavba v případě příhodného počasí zabere jen tři dny. Doba zahnízdění se liší, např. na Stewartově ostrově dochází ke kladení vajec od konce srpna do ledna, na ostrovech Snares od poloviny října do února.
Samice začíná klást vejce den či dva po dokončení hnízda. Většinou klade jedno vejce denně časně z rána. Velikost snůšky se liší podle oblasti; na Severním ostrově to je 2–4, na Jižním ostrově 1–5, na Stewartově ostrově 2–3 a na Snares 1–3 vajec. Vejce mívá rozměr kolem 20×15 mm a jeho barva je světle růžová. První vejce je silně hnědo-fialově kropenaté, avšak s každým dalším nakladeným vejcem se intenzita kropení snižuje. Inkubují oba partneři. Na pevnině se doba inkubace pohybuje kolem 13 dní, na ostrovech Snares kolem 16 dní. O narozená mláďata se starají oba partneři. Doba výchovy a krmení mláďat se opět liší podle oblasti; na novozélandské pevnině to je kolem 17 dní, na Snares cca 20–21 dní. Po této době ptáčata opouští hnízdo, avšak zůstávají v blízkosti rodičů, kteří jim pomáhají nacházet potravu. Za dalších cca 20 dnech již ptáčata umí samostatně sbírat potravu a k plnému osamostatnění dochází za dalších cca 15 dní. Pevninské populace mohou vytvářet 2–3 snůšky za rok, na Snares dochází pouze k jedné snůšce.
Ptáčata jsou po narození tmavší než dospělci s méně výraznými barevnými přechody. Kolem 4. týdne začíná vyčnívat tmavě hnědé kropení a kolem 7.–8. týdne nabývají adultního vzezření, pouze jejich zobák je o něco kratší. K prvnímu zahnízdění dochází v prvním roce života. Nejstarší zaznamenaný jedinec měl 6 a půl roku.
Po období rozmnožování dochází u dospělců k přepeřování, které trvá kolem 5–6 týdnů.

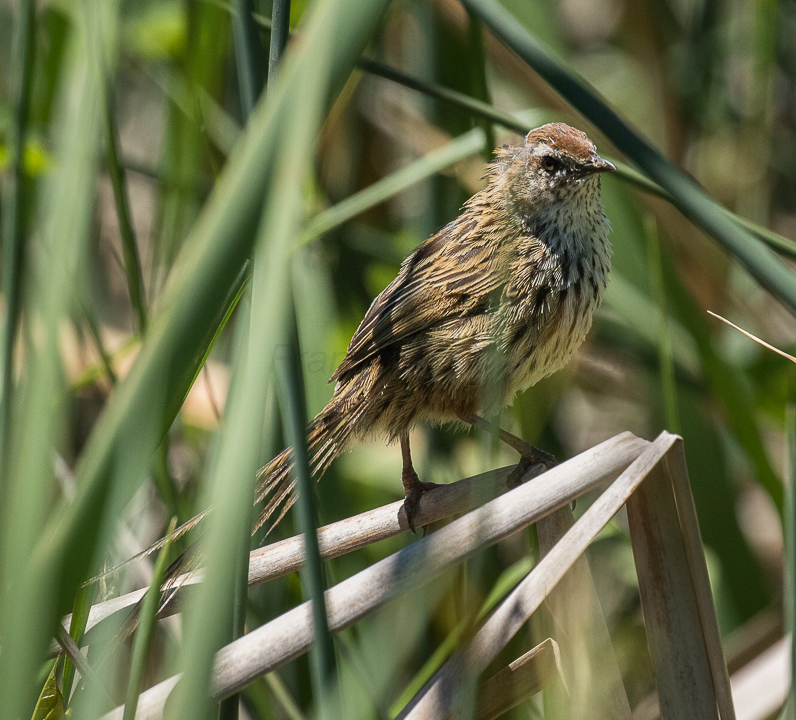
Cistovníkovec novozélandský

### Potrava
Živí se drobnými bezobratlými živočichy, zejména housenkami, pavouky, mouchami, brouky a nočními motýly. Potravu sbírá v nízké vegetaci nebo na zemi. Na ostrovech Snares cistovníkovci sbírají červy a mouchy z mršin tučňáků a někdy přistávají na hřbetech místních ploutvonožců, aby zachytili mouchy, které kolem nich poletují. Potravu hledají pomocí hrabání v zemi a pod listy, které zvedají jednou nohou, zatímco tou druhou rozhrabávají zeminu pod listem ve snaze nalézt hmyz. Občas dokonce hledají potravu v norách mořských ptáků.

## Rozšíření a populace
Druh je poměrně hojný v řadě oblastí novozélandské pevniny i na přilehlých ostrovech, avšak z některých míst (Canterbury, Wairarapa, Wellington, ostrovy Fiordlandu a Marlborough Sounds) již vymizel. Cistovníkovci byli od roku 2001 v několika vlnách introdukováni na ostrov Tiritiri Matangi, kde založili soběstačné populace.
Kvantifikace populace proběhla pouze na místní úrovni. Např. na ostrovech Snares bylo napočítáno kolem 8 párů na hektar (1500 párů celkem) a u Whangarei kolem 2,4 párů na hektar. I když celková populace druhu není známá, má se za to, že je na ústupu následkem úbytku habitatu (hlavně vysoušení mokřadů za účelem získání zemědělské půdy) a tlaku ze strany introdukovaných savců (zejména krysy obecné). Mezinárodní svaz ochrany přírody i tak druh hodnotí jako málo dotčený.

## Odkaz v kultuře
Pro některé maorské kmeny je cistovníkovec posvátný (tapu). Během ceremonie pohřbívání náčelníků byl cistovníkovec polapen a použit během obřadního pohřbu. Funkcí cistovníkovce bylo pomoci převést duši zemřelého náčelníka do mytické domoviny Polynésanů zvané Hawaiki. Čepice proti dešti utkaná z listů lenovníků byla nazývána te whare o te mātātā, čili „dům cistovníkovce“, protože připomíná cistovníkovo hnízdo.